# Monahans (Teksas)
Monahans je grad u američkoj saveznoj državi Teksas. Prema popisu stanovništva iz 2010. u njemu je živjelo 6.953 stanovnika.